# Garcigrande (ganadería)
Garcigrande es el nombre de la ganadería brava propiedad de Domingo Hernández y que pertenece a la Unión de Criadores de Toros de Lidia. La vacada, fundada en 1980, pasta en las fincas Garcigrande, situada en Alaraz, y  Juarros, en Chagarcía Medianero, ambas en la provincia de Salamanca.
El debut de la ganadería en la Plaza de toros de Las Ventas tuvo lugar el 29 de junio de 1982, momento en el que adquirió la antigüedad; lidiando una novillada con picadores que fue estoqueada por Juan Boquerín, Domingo García "Dominguín" y Emilio Silvera.

## Historia de la ganadería
En 1980 el empresario salmantino Domingo Hernández decidía dar el salto al mundo del toro bravo y adquirir para sí la ganadería que había pertenecido a los hermanos Blanco Corisco y que se anunció como "Maribáñez". La compra de lotes de vacas y sementales que hizo, de origen Contreras y Santa Coloma, fue desechado por el nuevo propietario y pasando a conformar la nueva vacada con animales procedentes del hierro andaluz de Juan Pedro Domecq.
Sin embargo el origen de la ganadería se remonta a 1929, cuando Gabriel González Fernández crea su propio hierro a partir de una punta de ganado de a vacada de Arribas Hermanos. A la muerte del propietario, el hierro pasó a dividirse entre sus herederos, yendo a parar el hierro a manos de doña Florencia González Martín, quien regenentaría la ganadería hasta su muerte. En 1955 tomará las riendas de la vacada Isabel Rosa González aunque en 1961 terminará por desprenderse de ella, vendiéndola a Germán Pimentel Ganazo.  
Cuatro años más tarde, en 1965, la ganadería sale a la venta y la adquieren los hermanos Blanco Coriso, cambiándole el nombre y modificando el hierro. Tres lustros estará la familia al frente de esta vacada de toros bravos hasta su venta a Domingo Hernández. Las reses pasarían a pastar ahora a la finca de "Garcigrande" de la cual tomará el nombre la nueva ganadería, modificándose también su hierro. La renovación genética de la ganadería, al eliminarse todas reses de procedencia anterior, se construye sobre el ganado del encaste Domecq. 

La temporada de 1986 resultó decisiva para la ganadería de Domingo Hernández, al conseguir anunciarse por primera vez en la Plaza de toros de Madrid. Una novillada seria y grande se envió hasta los corrales del coso, esperando enfrentarse a tres jóvenes novilleros: Juan Buquerín, de nazareno y oro; Domingo García "Dominguín", de blanco y plata; y Emilio Silvera, que aparecía vestido de azul y oro. El periodista Vicente Zabala, en su crónica La lección mañanera de la televisión para el periódico ABC señalaba como "la novillada fue tediosa": 
Entre la moruchada de Garcigrande y el escaso conocimiento de los muchachos pasamos una tarde horrenda. No hubo ni un solo momento de diversión ni siquiera de distracción. A la vista del ganado anunciado, estaba cantado
Sin embargo los resultados iniciales contrastan con el favor que goza esta ganadería en la actualidad por parte de las principales figuras del toreo y también por parte de los empresarios, reclamando los toros de Domingo Hernández - indistintamente del hierro - para conformar parte de los festejos que se celebran; por lo que se convirtieron en las ganaderías que más lidiaron en las temporadas de 2018 y 2019: lidiando 127 reses y 123, respectivamente. Tras la muerte, en 2018, del ganadero Domingo Hernández fue su hijo, Justo Hernández, junto con su viuda, Concepción Escolar, hermana del también ganadero José Escolar Gil, son quienes regentan la dirección de estas dos ganaderías señeras del campo bravo español.

### Características del toro de Garcigrande
La compra realizada por Domingo Hernández al ganadero gaditano Juan Pedro Domecq determinó el nuevo rumbo de la empresa, componiéndola con una nueva procedencia genética, y cuyas características define la legislación vigente:
- Toros elipométricos y eumétricos, más bien brevilíneos con perfiles rectos o subconvexos.
- Bajos de agujas, finos de piel y de proporciones armónicas. Bien encornados, con desarrollo medio, y astifinos, pudiendo presentar encornaduras en gancho.
- El cuello es largo y descolgado, el morrillo bien desarrollado y la papada tiene un grado de desarrollo discreto. La línea dorso-lumbar es recta o ligeramente ensillada. La grupa es, con frecuencia, angulosa y poco desarrollada y las extremidades cortas, sobre todo las manos, de radios óseos finos.
- Sus pintas son negras, coloradas, castañas, tostadas y, ocasionalmente, jaboneras y ensabanadas, estas últimas por influencia de la casta Vazqueña. Entre los accidentales destaca la presencia del listón, chorreado, jirón, salpicado, burraco, gargantillo, ojo de perdiz, bociblanco y albardado, entre otros.

### Toros indultados
| Nombre     | Fecha                    | Plaza de toros                     | Torero              | Ref.   |
| ---------- | ------------------------ | ---------------------------------- | ------------------- | ------ |
| Embarcado  | 20 de marzo de 2003      | Plaza de toros de Alba de Tormes   | El Capea            | [ 6 ]  |
| Entonado   | 12 de abril de 2004      | Plaza de toros de Almendralejo     | Finito de Córdoba   | [ 7 ]  |
| Mosquetero | 13 de marzo de 2011      | Plaza de toros de Olivenza         | Antonio Ferrera     | [ 8 ]  |
| Pasión     | 22 de abril de 2011      | Plaza de toros de Arlés            | El Juli             | [ 9 ]  |
| Fantasma   | 30 de mayo de 2015       | Plaza de toros de Cáceres          | El Juli             | [ 10 ] |
| Rarito     | 5 de julio de 2015       | Plaza de toros de Arévalo          | Miguel Ángel Perera | [ 11 ] |
| Higuero    | 14 de septiembre de 2016 | Plaza de toros de Salamanca        | Juan del Álamo      | [ 12 ] |
| Pasmoso    | 19 de marzo de 2017      | Plaza de toros de Valencia         | López Simón         | [ 13 ] |
| Rifado     | 1 de julio de 2017       | Plaza de toros de Arévalo          | Miguel Ángel Perera | [ 14 ] |
| Orgullito  | 16 de abril de 2018      | Plaza de toros de Sevilla          | El Juli             | [ 15 ] |
| Corchero   | 18 de mayo de 2019       | Plaza de toros de Jerez            | El Juli             | [ 16 ] |
| Figura     | 6 de julio de 2019       | Plaza de toros de Arévalo          | Paco Ureña          | [ 17 ] |
| Cazadotes  | 14 de septiembre de 2019 | Plaza de toros de Nimes            | Miguel Ángel Perera | [ 18 ] |
| Caritativo | 16 de agosto de 2023     | Plaza de toros de Gijón (El Bibio) | El Juli             | 19     |

## Domingo Hernández

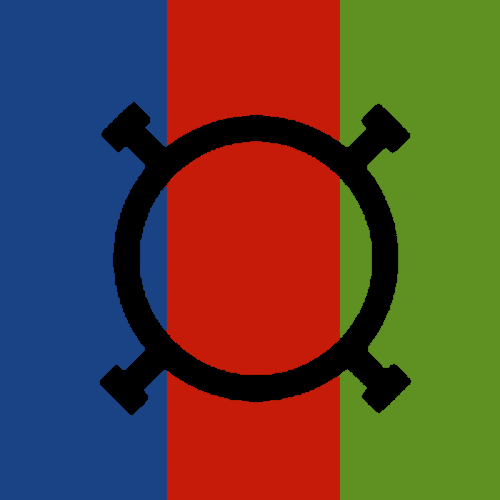
Hierro y divisa de la ganadería de Domingo Hernández, también propiedad de Garcigrande.

La aventura ganadera de la familia Hernández se completa con la compra, en 1985 de la antigua vacada de Amelia Pérez-Tabernero y, en 1986, de la de Domingo Ortega, de origen Gamero-Cívico, la cual poseía el hierro histórico de Fernando Parladé. Las relaciones comerciales con la familia Domecq tampoco disminuyeron en estos años puesto que Domingo Hernández decidió desprenderse del hierro a cambio de varios lotes de vacas de Juan Pedro. Por su parte, empezó a seleccionar las reses de las dos nuevas ganaderías adquiridas y empezó a conformar un segundo hierro dentro de su casa, con el nombre del ganadero: Domingo Hernández, mezclando lo de Garcigrande, lo de Pérez-Tabernero y lo de Gamero Cívico, juntamente con los sementales que tenía de Domecq. Los toros de Domingo Hernández, a diferencia de los de Garcigrande, pastan en la finca de Pozos de Hinojo (Salamanca), aunque en efecto -y en la actualidad- ambos hierros comparten filiación genética, basado puramente en su origen “juampedro”.
En noviembre de 2020 la ganadería se separó de la ganadería matriz de Garcigrande iniciando un camino por separado en solitario, aunque manteniendo la relación de la genética de sus reses.

## Premios y reconocimientos
- 2015: Premio "Hierro de Oro", otorgado por Radio Nacional de España, como mejor ganadería de la temporada 2015.[21]
- 2018: Premio "Mejor ganadería de la Feria" del Gran Hotel Colón de Sevilla, por la corrida lidiada en la Plaza de toros de Sevilla en la Feria de abril de 2018.
- 2018: Premio "Pepe Luiz Vázquez", entregado por la Fundación Caja Rural, a la mejor ganadería de la temporada 2018, especialmente por la lidia del toro Orgullito.[22]
- 2019: Premio "Mejor toro de la Feria" del Colegio de Veterinarios de Granada, por el toro Fogoso, 154, castaño, de 532 kilos, lidiado por José Tomás en la Plaza de Toros de Granada el 23 de junio de 2019.
- 2019: Premio "Toro de Oro" , entregado por la Junta de Castilla y León, por el toro Barquito, número 119, lidiado en la feria salmantina de 2018.[23]